# Самиці (Лодзинське воєводство)
Самиці (пол. Samice) — село в Польщі, у гміні Скерневиці Скерневицького повіту Лодзинського воєводства.
Населення — 303 особи (2011).
У 1975—1998 роках село належало до Скерневицького воєводства.

## Демографія
Демографічна структура станом на 31 березня 2011 року:
|          | Загалом | Допрацездатний вік | Працездатний вік | Постпрацездатний вік |
| -------- | ------- | ------------------ | ---------------- | -------------------- |
| Чоловіки | 134     | 23                 | 93               | 18                   |
| Жінки    | 169     | 40                 | 86               | 43                   |
| Разом    | 303     | 63                 | 179              | 61                   |